# Wataha (serial telewizyjny)
Wataha – polski serial kryminalno-sensacyjny z elementami grozy emitowany na antenie HBO Polska od 12 października 2014.

## Fabuła

### Seria 1
Akcja pierwszej serii toczy się współcześnie na pograniczu polsko-ukraińskim w Bieszczadach. To zewnętrzna granica Unii Europejskiej, przez którą wiodą szlaki przemytnicze z Azji, zwłaszcza: ludzi, narkotyków i broni. Serial ukazuje pracę funkcjonariuszy Bieszczadzkiego Oddziału Straży Granicznej. Pewnej nocy dochodzi do wybuchu w budynku dawnej strażnicy, w którym giną niemal wszyscy oficerowie Placówki Straży Granicznej w Ustrzykach Górnych. Cudem udaje się przeżyć tylko jednemu z nich. Wkrótce odkrywa on, że padł ofiarą intrygi i staje się głównym podejrzanym o zamach, a dawni koledzy odwracają się od niego. Koniec serii zaskakuje nowymi wątkami wskazującymi na to, iż za zamachem na pograniczników mogą stać ludzie powiązani z nielegalnymi interesami służb specjalnych.

### Seria 2
Akcja drugiej serii rozpoczyna się cztery lata po wydarzeniach z pierwszego sezonu i również toczy na bieszczadzkim pograniczu. Kapitan Rebrow ukrywa się w lasach po stronie ukraińskiej, będąc poszukiwanym listem gończym za ucieczkę z aresztu. Zmaga się z dziką naturą, a kontakt utrzymuje jedynie z dwojgiem przyjaciół – Michałem Łuczakiem oraz doktor Martą Siwą. Pogranicze jest nadal niespokojne, nie udało się rozbić wszystkich szlaków przerzutowych, a lokalny przemytnik Kalita – skazany kilka lat wcześniej – wychodzi z więzienia. Ponadto na jego miejsce pojawił się bezwzględny Cinek, który zacieśnił współpracę z mafią ukraińską. Po odkryciu makabrycznej zbrodni związanej z nielegalnymi uchodźcami, zadanie poprowadzenia śledztwa otrzymuje prokurator Dobosz i pełna obaw wraca w Bieszczady. Tuż po jej przybyciu pojawia się wątek tajemniczego Adama „Grzywy” Grzywaczewskiego.

### Seria 3
Na granicy nigdy nie jest spokojnie. W miejsce zlikwidowanej grupy przestępczej pojawiają się nowi gracze. Akcja trzeciego sezonu zaczyna się, gdy Straż Graniczna zatrzymuje dwóch migrantów, którzy próbowali uciec z Polski na Ukrainę. Rebrow, idąc ich tropem, niespodziewanie odkrywa miejsce zbrodni. Brutalne zabójstwo odbija się echem w całej Polsce. Markowski rozpoczyna śledztwo, a Rebrow zgłasza się po pomoc do Dobosz, zakładając, że sprawa może mieć drugie dno. Pnąca się po szczeblach kariery w Warszawie Dobosz niechętnie wraca w Bieszczady.

## Produkcja i emisja
Zdjęcia do dwóch pierwszych serii były realizowane w polskiej części Bieszczad Zachodnich (województwo podkarpackie) od września do grudnia 2013, a następnie od października 2016 do lutego 2017.
Pierwsza seria emitowana była od 12 października od 16 listopada 2014, zaś w czerwcu 2016 poinformowano o produkcji drugiej serii (która została wyemitowana od 15 października do 19 listopada 2017) pomimo wcześniejszej rezygnacji z kontynuacji serialu.
W czerwcu 2016 brytyjska stacja Channel 4 – za pośrednictwem kanału telewizyjnego oraz własnego serwisu internetowego – wyemitowała pierwszą serię w języku angielskim, pod tytułem The Border. Europejski oddział HBO zaprezentował serial w 15 krajach i na festiwalu SeriesMania w Paryżu.
Druga seria serialu miała premierę jednocześnie w 19 państwach za pośrednictwem poszczególnych oddziałów HBO Europe.
17 grudnia 2018 poinformowano, że powstanie trzecia seria serialu, której premierę zaplanowano w 2019 roku. 13 września ogłoszono, że premiera odbędzie się 30 października, jednak z 26 września została ona przeniesiona na 6 grudnia. Jako powód tej decyzji wskazano „niezwykle bogatą programowo jesień”.

## Obsada
- Leszek Lichota – kpt. SG Wiktor Rebrow
- Aleksandra Popławska – prok. Iga Dobosz
- Andrzej Zieliński – mjr SG Konrad Markowski, komendant Placówki Straży Granicznej w Ustrzykach Górnych
- Bartłomiej Topa – kpt. SG Adam „Grzywa” Grzywaczewski
- Magdalena Popławska – st. chor. sztab. SG Natalia Tatarkiewicz
- Dagmara Bąk – kpr. SG Aga Małek
- Jarosław Boberek – nadkom. Wojciech Świtalski, Komendant Powiatowy Policji
- Maciej Mikołajczyk – plut. SG Piotr „Rambo” Wójcik
- Jacek Lenartowicz – Michał Łuczak, były funkcjonariusz SG, przyjaciel Rebrowa
- Mariusz Saniternik – Kalita, właściciel tartaku i lokalny przemytnik
- Jacek Beler – Cinek, pracownik Kality
- Julia Pogrebińska – chor. SG Ewa Wityńska, dziewczyna Wiktora Rebrowa
- Jacek Koman – Robert Korda, były dowódca Jednostki Wojskowej GROM
- Marian Dziędziel – szeptun, miejscowy znachor, były duchowny greckokatolicki
- Piotr Dąbrowski – greckokatolicki ksiądz Rebrow, ojciec Wiktora
- Grzegorz Damięcki – Krzysztof Halman, agent ABW
- Anita Jancia – doktor Marta Siwa, przyjaciółka Rebrowa
- Anna Donchenko – Alsu Karimowa, krymska Tatarka, uciekinierka z Krymu
- Żora Liścienko – Halid, syn Alsu Karimowej
- Piotr Żurawski – Sylwester Wiśniak, współpracownik Cinka
- Borys Połunin –  Cień, ukraiński gangster
- Marek Kalita – prokurator, szef Igi Dobosz
- Weronika Humaj – policjantka Joanna Zięba
- Piotr Chlewicki – Aziukiewicz
- Michał Kaleta – partner Igi Dobosz
- Matylda Damięcka – strażniczka Boczarska
- Karol Bernacki – strażnik „Sema”
- Filip Gurłacz – Marcin Gauza
- Robert Wabich – Waldek, technik policyjny
- Małgorzata Hajewska-Krzysztofik – Krystyna, patolog
- Helena Norowicz – Helena, matka Igi Dobosz
- Artur Janusiak – policjant Tomek
- Dariusz Siastacz – wiceminister
- Wiesław Cichy – gen. Straży Granicznej

## Turystyka filmowa w Bieszczadach
Popularność pierwszych serii spowodowała rozwój tzw. turystyki filmowej w Bieszczadach i wzrost liczby turystów odwiedzających miejsca, gdzie kręcono sceny serialu. Są wśród nich zarówno plenery w Bieszczadach, m.in. rezerwat przyrody Sine Wiry, kamieniołomy „Gruby” i „Drobny” w dawnej wsi Rabe, Przełęcz Wyżna, dolina Sanu koło Procisnego, jak i obiekty – most na Sanie w Huzelach, placówka Straży Granicznej w Ustrzykach Górnych, pensjonat Wilcza Jama w Smolniku, wybudowany dla potrzeb filmu bunkier i chata na punkcie widokowym Pichurów między Mucznem a Tarnawą Niżną, Muzeum Historii Bieszczad w Czarnej Górnej, schronisko turystyczne „Baza nad Roztokami:” w Tarnawie Niżnej, cerkiew Narodzenia Bogurodzicy w Michniowcu i zapora na Jeziorze Solińskim.

## Spis serii
| Seria | Seria | Odcinki   | Premiera serii       | Finał serii       |
| ----- | ----- | --------- | -------------------- | ----------------- |
|       | 1.    | 1–6 (6)   | 12 października 2014 | 16 listopada 2014 |
|       | 2.    | 7–12 (6)  | 15 października 2017 | 19 listopada 2017 |
|       | 3.    | 13–18 (6) | 6 grudnia 2019       | 10 stycznia 2020  |

## Spis odcinków

### Seria pierwsza (2014)
| Nr odcinka | # | Reżyseria    | Scenariusz                                                                 | Data pierwszej emisji (HBO Polska) |
| ---------- | - | ------------ | -------------------------------------------------------------------------- | ---------------------------------- |
|            |   |              |                                                                            |                                    |
| 1          | 1 | Michał Gazda | Kamil Chomiuk, Krzysztof Maćkowski, Wiktor Piątkowski                      | 12 października 2014               |
|            |   |              |                                                                            |                                    |
| 2          | 2 | Michał Gazda | Julie Rutterford, Artur Kowalewski, Wojtek Miłoszewski                     | 19 października 2014               |
|            |   |              |                                                                            |                                    |
| 3          | 3 | Michał Gazda | Julie Rutterford, Artur Kowalewski, Wojtek Miłoszewski                     | 26 października 2014               |
|            |   |              |                                                                            |                                    |
| 4          | 4 | Michał Gazda | Julie Rutterford, Artur Kowalewski, Wojtek Miłoszewski, Maciej Maciejewski | 2 listopada 2014                   |
|            |   |              |                                                                            |                                    |
| 5          | 5 | Kasia Adamik | Julie Rutterford, Artur Kowalewski, Maciej Maciejewski                     | 9 listopada 2014                   |
|            |   |              |                                                                            |                                    |
| 6          | 6 | Kasia Adamik | Julie Rutterford, Artur Kowalewski                                         | 16 listopada 2014                  |
|            |   |              |                                                                            |                                    |

### Seria druga (2017)
| Nr odcinka | # | Reżyseria          | Scenariusz                          | Data pierwszej emisji (HBO Polska)                  |
| ---------- | - | ------------------ | ----------------------------------- | --------------------------------------------------- |
|            |   |                    |                                     |                                                     |
| 7          | 1 | Kasia Adamik       | Piotr Szymanek                      | 15 października 2017                                |
|            |   |                    |                                     |                                                     |
| 8          | 2 | Kasia Adamik       | Piotr Szymanek, Katarzyna Tybinka   | 22 października 2017 (HBO GO: 15 października 2017) |
|            |   |                    |                                     |                                                     |
| 9          | 3 | Jan P. Matuszyński | Piotr Szymanek, Bartosz Janiszewski | 29 października 2017 (HBO GO: 22 października 2017) |
|            |   |                    |                                     |                                                     |
| 10         | 4 | Jan P. Matuszyński | Piotr Szymanek                      | 5 listopada 2017 (HBO GO: 29 października 2017)     |
|            |   |                    |                                     |                                                     |
| 11         | 5 | Jan P. Matuszyński | Piotr Szymanek                      | 12 listopada 2017 (HBO GO: 5 listopada 2017)        |
|            |   |                    |                                     |                                                     |
| 12         | 6 | Kasia Adamik       | Piotr Szymanek                      | 19 listopada 2017 (HBO GO: 12 listopada 2017)       |
|            |   |                    |                                     |                                                     |

### Seria trzecia (2019/2020)
| Nr odcinka | # | Reżyseria                  | Scenariusz                        | Data pierwszej emisji (HBO Polska i HBO GO) |
| ---------- | - | -------------------------- | --------------------------------- | ------------------------------------------- |
|            |   |                            |                                   |                                             |
| 13         | 1 | Olga Chajdas               | Piotr Szymanek                    | 6 grudnia 2019                              |
|            |   |                            |                                   |                                             |
| 14         | 2 | Olga Chajdas               | Katarzyna Tybinka                 | 13 grudnia 2019                             |
|            |   |                            |                                   |                                             |
| 15         | 3 | Olga Chajdas, Kasia Adamik | Piotr Szymanek, Katarzyna Tybinka | 20 grudnia 2019                             |
|            |   |                            |                                   |                                             |
| 16         | 4 | Olga Chajdas               | Piotr Szymanek                    | 27 grudnia 2019                             |
|            |   |                            |                                   |                                             |
| 17         | 5 | Kasia Adamik               | Katarzyna Tybinka, Piotr Szymanek | 3 stycznia 2020                             |
|            |   |                            |                                   |                                             |
| 18         | 6 | Kasia Adamik               | Piotr Szymanek                    | 10 stycznia 2020                            |
|            |   |                            |                                   |                                             |

## Nagrody i wyróżnienia

### Orły
2020
- Orzeł – Najlepszy filmowy serial fabularny  Kasia Adamik, Olga Chajdas – za sezon trzeci

2018
- Orzeł – Najlepszy filmowy serial fabularny  Jan P. Matuszyński, Kasia Adamik – za sezon drugi

### PSC
2020
- PSC – Najlepsze zdjęcia w odcinku serialu  Tomasz Augustynek – za pierwszy odcinek trzeciego sezonu[17]